# رنه دوبن
رنه دوبن (فرانسوی: René Debenne‎; ۲۶ آوریل ۱۹۱۴ – ۱۶ فوریهٔ ۲۰۱۲) دوچرخه‌سوار اهل فرانسه بود.